# Moslem Bahadori
Pour les articles homonymes, voir Bahadori.
Moslem Bahadori (persan : مسلم بهادری), né le 22 janvier 1927 à Tonekabon (Mazandéran, Iran) et mort le 21 avril 2022 à Téhéran, est un scientifique médical, pathologiste distingué et professeur d'université iranien.
En 1973, il signale conjointement avec Averill Abraham Liebow le premier cas de granulome plasmocytaire (en), une tumeur bénigne du poumon.

## Éducation et carrière
Moslem Bahadori étudie la médecine à l'école de médecine de l'université de Téhéran (1954) et se spécialise en pathologie au Département de pathologie de l'université de Téhéran (1957). Il fait ses études de troisième cycle à l'université de Cardiff (1959).
Moslem Bahadori est un expert en pathologie cardiopulmonaire. Il est l'un des plus jeunes membres du corps professoral de l'université de Téhéran promu professeur titulaire. Il est également conférencier invité et professeur invité Fulbright à l'université de Californie à San Diego.
Il est également membre de l'Académie iranienne des sciences médicales et président de la section des sciences médicales fondamentales. Le professeur Bahadori a été membre des comités de rédaction de plusieurs revues scientifiques, dont American Journal of Cardiovascular Pathology et Archives of Iranian Medicine.
Moslem Bahadori a consacré sa vie au développement des sciences médicales fondamentales et cliniques en Iran ainsi qu'au développement de la langue persane scientifique. Son rôle dans le développement de la médecine moderne en Iran et de la formation médicale est important.
Il est un représentant de l'Iran auprès de l'Organisation mondiale de la santé (OMS). Il est aussi professeur émérite de l'école de médecine de l'université de Téhéran.

## Prix et distinctions
- Figure éternelle de l'Iran
- Membre permanent de l'Académie iranienne des sciences médicales